# Jomtob Lipmann Mühlhausen
Jomtob Lipmann Mühlhausen (Jomtow Lipmann, aus Mühlhausen) war Rabbiner und Halachist in Böhmen im späten 14. und frühen 15. Jahrhundert, der zeitweilig auch in Wien, Prag, Jena und Polen wirkte.
Er vertrat eine eigentümliche Verbindung von maimonidischer Philosophie und Kabbala.
Sein Sefer ha-Nizzachon, ספר הנצחון ‚Buch des Sieges‘, enthält eine energische Verteidigung des Judentums und hat einen starken Einfluss auf Spätere ausgeübt. Eine lateinische Übersetzung der Zusammenfassung in Gedichtform, Zikron Sefer ha-nizzachon (deren Zuschreibung an Lipmann jedoch nach Abraham Geiger zweifelhaft ist), hat J. Chr. Wagenseil in sein Buch Tela ignea Satanae ‚Die Feuerpfeile des Satans‘, 1681, S. 107–117, aufgenommen.

## Werke
- Liber Nizachon Rabbi Lipmanni. Conscriptus anno à Christo nato M.CCC.XCIX. diuq[ue] desideratus: nec ita pridem, fato singulari, è Judaeorum manibus excussus, oppositus Christianis, Sadducaeis atque aliis. Editus typis Academicis Curante Theodorico Hackspan, Vinariensi, Linguae Sanctae Professore Altdorfino. Endter, Nürnberg 1644 (Katalogisat – Staatsbibliothek zu Berlin) (Scan in der Google-Buchsuche).
- R. Lipamanni [d. i. Jōmṭōb Mühlhausen] Disputatio adversus Christianos ad Josuae, Judicum … libros … Lateinische Übersetzung von Sebald Schnell. Scherff, Altdorf 1645 (Scan in der Google-Buchsuche).
- Carmen Memoriale Libri Nizzachon a R. Lipmanno compositi. Ei subjungitur sedula solidaque Confvtatio. In: Tela ignea satanae, hoc est arcani & horribiles Judaeorum adversus Christvm Devm & Christianam religionem libri anekdotoi. Joh. Christophorvs Wagenseilivs ex Europae Africaeque latebris erutos in lucem protrusit theologorum Christianorum fidei ad tanto rectius meditandum ea, quae conversionem miserrimae gentis Judaicae iuvare possunt illos commitens commendansque. Schönnerstaedt, Altdorf 1681, S. 105–117; Confutatio S. 118–140 (Scan in der Google-Buchsuche).